# 落水七重
落水 七重（おちみず ななえ、10月6日生まれ）は、フリーアナウンサー。

## 略歴
- 兵庫県明石市出身[1]。同志社大学卒業。放送職業訓練校・生田教室の修了生。
- 元エフエム宮崎アナウンサーで、数々の人気番組を担当し、2006年10月に退社。その後、2007年4月にKiss-FM KOBEへ移籍。同期入社は黒木愛子（フリーアナウンサー、元テレビ信州アナウンサー）。
- 2009年に長女を出産。産休を経てKiss-FM KOBEを退社後、オフィスキイワードに所属していたが、現在はフリーとして活動。

## 主な担当番組
- モーニングスパイス（エフエム宮崎）
- ティナプリSWEET MUSIC（エフエム宮崎）
- EVENING RADIO JJ（エフエム宮崎）
- Kiss HIGHWAY SATELLITE（Kiss-FM）
- Kiss Your Love Songs（Kiss-FM）
- キッス・イン・ザ・ウインズ（Kiss-FM）
- PUMP IT UP!（Kiss-FM）
- 新田晃也 唄人だより（ラジオ大阪・九州朝日放送）
- OSAKA MORNING VIEW（FM OSAKA(現:FM大阪)） 2014年4月 - 2015年3月
- OSAKA TALKING HEADS（FM OH!(現:FM大阪)）不明 - 2021年12月[2]
- NEXCO西日本 Drive Porter Radio（FM OH!(現:FM大阪)他西日本20局ネット）2018年 - 2021年3月
- 大阪あきんどラジオ!（ABCラジオ） 2020年1月 - 2020年9月
- Sky Zen Meditation （FM大阪） 2020年4月 - 現在出演中